# قطعنامه ۱۳۸۰ شورای امنیت
قطعنامه ۱۳۸۰ شورای امنیت سازمان ملل متحد که در تاریخ ۲۷ نوامبر ۲۰۰۱ تصویب شد، سندی بین‌المللی دربارهٔ بررسی وضعیت صحرای غربی است. این قطعنامه طی نشست ۴۴۲۷ام با ۱۵ رای موافق، ۰ مخالف و ۰ ممتنع تصویب شد.